# ألبرتو رييس
ألبرتو رييس (بالإسبانية: Alberto Reyes) هو عازف بيانو أوروغواياني، ولد في 26 يناير 1948.